# Kumar Sangakkara
Pour les articles homonymes, voir Kumar (homonymie).
Kumar Chokshanada Sangakkara est un joueur de cricket international srilankais né le 27 octobre 1977 à Matale. Gardien de guichet ou batteur spécialiste selon les périodes et les formats, il dispute son premier test-match et son premier One-day International (ODI) avec l'équipe du Sri Lanka en 2000. En 2009, il succède à Mahela Jayawardene en tant que capitaine de la sélection, mais démissionne en 2011. Batteur prolifique, Sangakkara réalise régulièrement des scores élevés. Il est désigné « joueur de l'année » aux ICC Awards en 2012.

## Biographie
Kumar Sangakkara naît le 27 octobre 1977 à Matale. Il éduqué au Trinity College de Kandy, ville dans laquelle son père est alors avocat, et y pratique le cricket et le tennis. Il fait ses débuts avec le Nondescripts Cricket Club (NCC) au cours de la saison 1997-1998. Sélectionné en mai 2000 avec l'équipe réserve du Sri Lanka contre son homologue zimbabwéenne, il réussit un score de 156 courses. Malgré des résultats au niveau national peu significatifs, il est amené à disputer, à 22 ans, un tournoi au format One-day International (ODI) avec l'équipe du Sri Lanka contre l'Afrique du Sud et le Pakistan. Il y réussit 199 courses en tout à la moyenne de 66,33. Il fait ses débuts en test-match la même année, à domicile contre l'Inde. La présence de Sangakkara, utilisé en tant que batteur et gardien de guichet, oblige Romesh Kaluwitharana à n'être utilisé que comme batteur. Pendant sa carrière, Sangakkara poursuit des études en alternance avec les tournées en vue de devenir avocat. Il réussit son premier century en test-match, 105 courses, au Galle International Stadium de Galle en août 2001 contre l'Inde.
Sangakkara réussit son premier double-century, 230 courses, lors de la finale du Championnat d'Asie de Test cricket gagnée en mars 2002 à Lahore contre le Pakistan et est désigné « homme du match ». Son premier century en ODI, 100 courses, est réalisé en avril 2003 contre les mêmes adversaires lors de sa 86e sélection à ce niveau. Il marque deux nouveaux totaux supérieurs à 200 courses en test-match à quelques mois d'intervalle : 270 courses contre le Zimbabwe en mai 2004 puis ce qui est alors le quatrième meilleur score réalisé contre l'Afrique du Sud, 232 courses en août de la même année.
En 2005, Sangakkara fait partie de l'ICC World XI, l'équipe du « Reste du monde », qui affronte l'équipe d'Australie au cours de l'ICC Super Series, mais ne dispute que les rencontres au format ODI, le sud-africain Mark Boucher lui étant préféré pour les test-matchs. Il totalise 138 courses en trois matchs. L'année qui suit, il établit un record du monde avec Mahela Jayawardene, celui du total le plus élevé marqué en association par deux joueurs à la fois en test-match mais aussi, plus largement, en first-class cricket : 624 courses à eux deux lors d'une victoire contre l'Afrique du Sud.
Il participe avec le Sri Lanka à la Coupe du monde 2007, et connaît la défaite en finale face à l'Australie. À la fin de cette année-là, il réalise deux doubles-centuries en deux test-matchs successifs contre le Bangladesh. Il manque de peu de devenir le premier joueur de l'histoire à réaliser cette performance trois fois en trois parties consécutives à ce niveau : il est éliminé sur une erreur d'arbitrage alors qu'il a marqué 192 courses lors d'une série disputée en Australie. Absent de la première des deux rencontres de la série, son score ne permet pas au Sri Lanka d'éviter la défaite dans la deuxième.
En mars 2009, alors que le Sri Lanka est en tournée au Pakistan, l'autobus de la sélection est assailli par des hommes armés. L'attaque fait huit morts, six membres des forces de l'ordre et deux civils. Sangakkara fait partie des joueurs légèrement blessés au cours de l'événement.

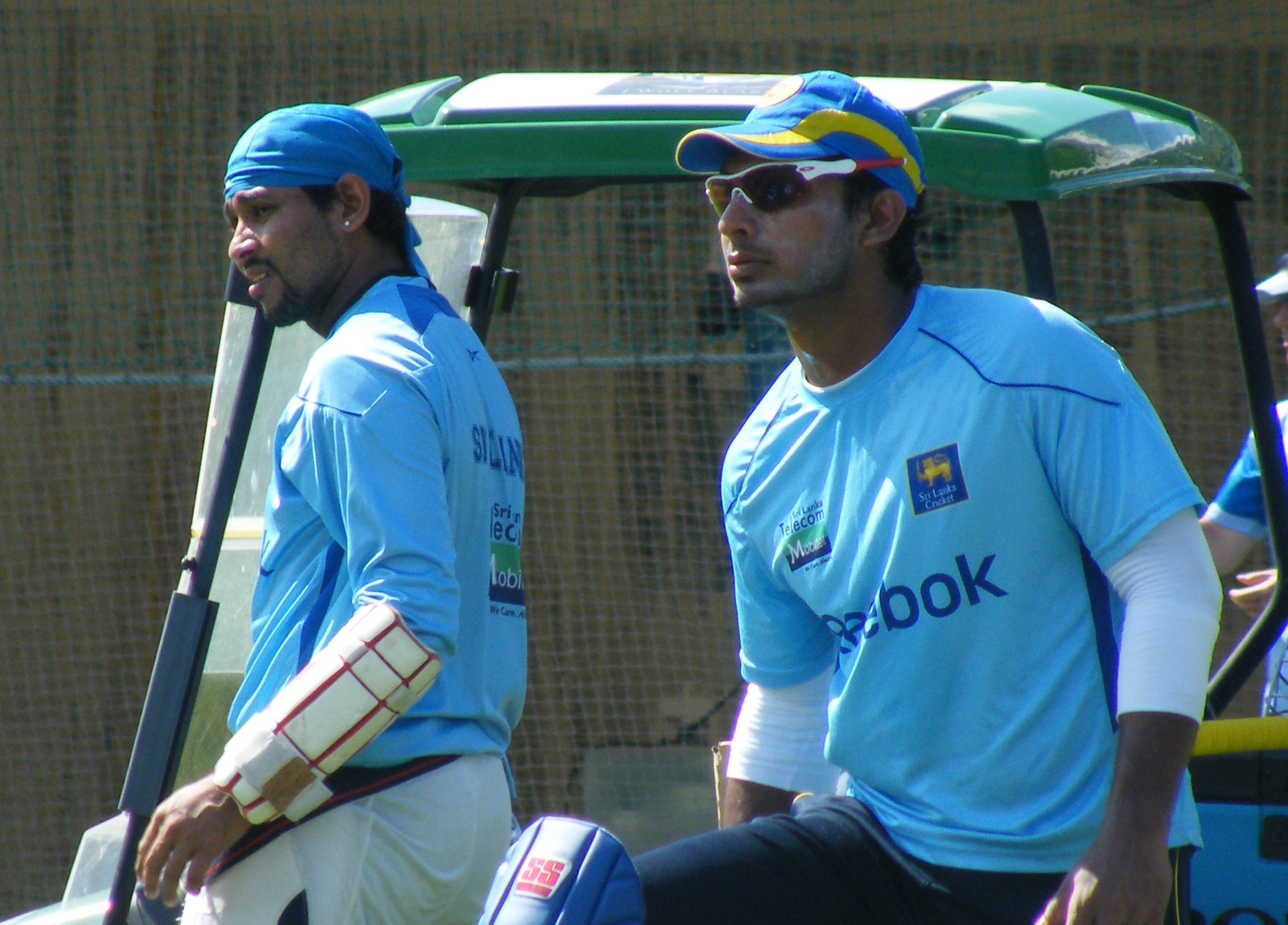
Kumar Sangakkara, à droite, et son successeur à la tête de l'équipe nationale, Tillakaratne Dilshan, photographiés ici en 2010.

Sangakkara succède à son ami Jayawardene à la tête de la sélection à partir des Championnats du monde de Twenty20 2009, disputés en Angleterre. Il marque 64 courses lors de la finale de la compétition, perdue par le Sri Lanka face au Pakistan. Il dirige ses premiers matchs en tant que capitaine en juillet de la même année, à domicile et contre les mêmes adversaires. Sangakkara remporte quatre de ses cinq premiers test-matchs en tant que responsable de l'équipe. Fin 2009, le Sri Lanka, qui est alors no 2 mondiale dans cette forme de jeu, se déplace en Inde avec l'espoir d'y gagner un test-match pour la première fois. Elle s'incline pourtant 2-0 en trois rencontres. Mi-2010, les deux sélections s'affrontent cette-fois ci chez les insulaires, encore en trois test-matchs, et la série s'achève sur le score de 1-1. Sangakkara y réussit notamment un double-century et un autre simple.
Il atteint avec le Sri Lanka la finale de la Coupe du monde 2011, perdue face à l'Inde. Il termine avec le troisième total de courses de la compétition, 465. Il est inclus par l'International Cricket Council dans l'« équipe de la compétition » en tant que capitaine. À l'issue de celle-ci, à 33 ans, il démissionne de son poste de capitaine en ODI et en Twenty20. Même s'il suggère qu'il peut continuer à mener la sélection en Test cricket, il est remplacé par Tillakaratne Dilshan dans les trois formes de jeu.
Au cours de la tournée en Angleterre qui suit, entre mai et juillet, il accepte à contrecœur de mener l'équipe à nouveau lors du troisième et dernier test-match du voyage, Dilshan s'étant blessé. Pendant son séjour, il est invité par le Marylebone Cricket Club à délivrer la conférence annuelle « MCC Spirit of Cricket Cowdrey Lecture » sur le thème de son choix. Premier joueur en activité à recevoir cet honneur, il effectue une présentation sur le cricket au Sri Lanka, et dénonce l'instabilité, l'opportunisme, la corruption et l'interférence politique qui règnent au sein de la fédération srilankaise, Sri Lanka Cricket, et qui font partie des raisons qui l'ont poussé à ne plus mener l'équipe. Il est salué par une standing ovation à la fin de son discours.

## Style, rôle et personnalité

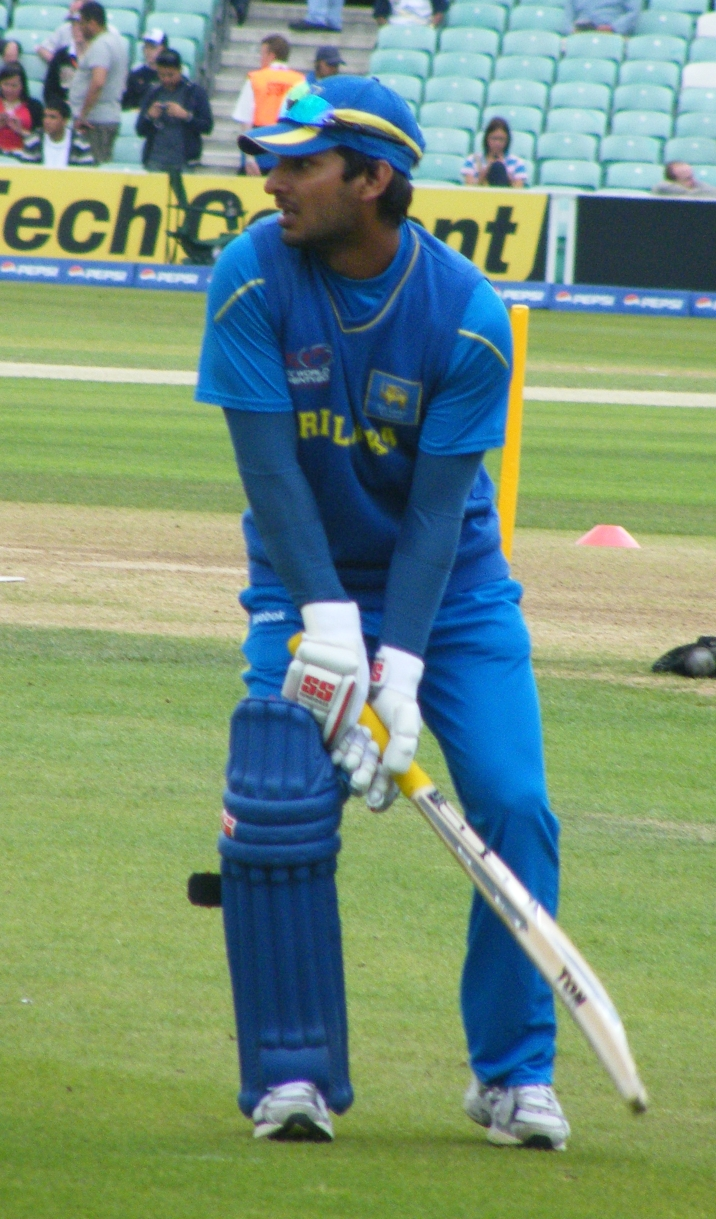
Kumar Sangakkara en attente d'un lancer, à l'entraînement.

Kumar Sangakkara est un batteur gaucher et un gardien de guichet. En tant que batteur, il joue habituellement en position de numéro 3, c'est-à-dire qu'il succède au premier des deux ouvreurs éliminé. Plutôt agressif, il favorise au démarrage de sa carrière les coups qui se jouent en s'appuyant sur le pied arrière, mais se perfectionne par la suite pour maîtriser le « cut » et le « drive ». En tant que gardien, rôle dans lequel il est un moins à l'aise, il est plutôt irrégulier à ses débuts avant de gagner en constance avec les années,.
Après la Coupe du monde 2003, les sélectionneurs de l'équipe du Sri Lanka allègent ses responsabilités dans les matchs au format One-day International (ODI) en ne l'utilisant que comme batteur. Si ses performances s'améliorent, les sélectionneurs jugent l'équipe déséquilibrée et lui rendent les gants après quelques mois. En Test cricket, il ne conserve que le rôle de batteur à partir de 2006, année à partir de laquelle Prasanna Jayawardene est régulièrement appelé dans l'équipe.
Sangakkara a la réputation d'être bon stratège sur le terrain et ambitieux sur et en dehors. À la manière de certains joueurs de l'équipe d'Australie, il a l'habitude de déstabiliser verbalement ses adversaires pour les déconcentrer, que ce soit lorsqu'ils battent ou lorsqu'ils lancent. Cette pratique, le « sledging » qu'il qualifie « d'agression psychologique » doit se faire à ses yeux sans insultes.

## Bilan sportif

### Principales équipes
| Nationales et internationales         | Nationales et internationales | Nationales et internationales | Nationales et internationales |
| Équipe                                | Test                          | ODI                           | Twenty20                      |
| ------------------------------------- | ----------------------------- | ----------------------------- | ----------------------------- |
| Sri Lanka                             | 2000 -                        | 2000 -                        | 2006 -                        |
| Asie                                  |                               | 2005                          |                               |
| ICC World XI                          |                               | 2005                          |                               |
| Autres                                |                               |                               |                               |
| Équipe                                | First-class                   | List A                        | Twenty20                      |
| Nondescripts Cricket Club (Sri Lanka) | 1997-1998 -                   | 1997-1998 -                   | 2004-2005 -                   |
| Warwickshire (Angleterre)             | 2007                          | 2007                          |                               |
| Kandurata (Sri Lanka)                 |                               | 2007-2008 -                   | 2008-2009                     |
| Kings XI Punjab (Inde, IPL)           |                               |                               | 2008 - 2010                   |
| Deccan Chargers (Inde, IPL)           |                               |                               | 2011 -                        |

### Statistiques
Mahela Jayawardene et Kumar Sangakkara réussissent 624 courses en association au cours d'un test-match contre l'Afrique du Sud le 29 juillet 2006. Ils réussissent ainsi le meilleur total de tous les temps dans cette forme de jeu mais aussi, plus largement, en first-class cricket.
Sangakkara est un batteur prolifique ; il réalise régulièrement des scores élevés. Il est également l'un des rares batteurs srilankais à se montrer performant en dehors du sous-continent indien. En Test cricket, ses statistiques en tant que batteur sont bien meilleures lorsqu'il n'a pas la responsabilité d'être gardien de guichet.

## Honneurs
- Joueur de l'année (Trophée Sir Garfield Sobers) aux ICC Awards en 2012[27].
- Joueur de l'année en Test cricket aux ICC Awards en 2012[27].
- Joueur de l'année en One-day International (ODI) aux ICC Awards en 2011[28].
- Prix du public aux ICC Awards en 2011[28] et 2012[27].
- Wisden Leading Cricketer in the World en 2012.
- Un des cinq Wisden Cricketers of the Year de l'année en 2012.
- Inclus dans l'équipe des meilleurs joueurs en Test cricket aux ICC Awards en 2006 (gardien de guichet), 2007 (gardien de guichet), 2008 (gardien de guichet), 2010 (batteur), 2011 (gardien de guichet et capitaine), 2012 (batteur).
- Inclus dans l'équipe des meilleurs joueurs en ODI aux ICC Awards en 2011 (batteur)[29] et 2012 (batteur).